# Tuncay Şanlı
Tuncay Şanlı (Adapazarı, 16 januari 1982) is een voormalig Turkse voetballer. Tuncay maakte als eerste Turkse speler ooit een hattrick in de Champions League wedstrijd tegen Manchester United.

## Carrière
Tuncay kwam in het seizoen 2002-2003 naar Fenerbahçe van Sakaryaspor. Zijn competitiedebuut bij Fenerbahçe was op 11 augustus 2002 tegen Gaziantepspor. Tuncay gold destijds als een grote belofte voor het Turkse voetbal. Voordat Tuncay bij Fenerbahçe SK speelde, speelde hij bij Sakaryaspor als rechtervleugelaanvaller. Bij Fenerbahçe speelde hij als centrale aanvaller.
In 2007 vertrok Tuncay transfervrij naar de Engelse club Middlesbrough, waar hij voor vier jaar tekende. Toen Middlebrough na het seizoen 2008/09 degradeerde, mocht hij niettemin vertrekken naar Stoke City, dat naar verluidt 6,5 miljoen euro voor hem betaalde.
Tuncay was dat jaar ook aanvoerder van het Turks voetbalelftal. Hij maakte daarin 22 doelpunten in 80 wedstrijden.
Eurosport plaatste Tuncay in de top 50 beste voetballers van dat moment, hij maakt als enige Turkse voetballer deel uit van die lijst.
In 2011 verkaste Tuncay naar het Duitse Wolfsburg, maar verder dan vier wedstrijden speeltijd kwam hij niet. Trainer Felix Magath had geen vertrouwen in Tuncay, vanwege het feit dat Tuncay openlijk twee pakken sigaretten per dag rookte. Hij werd dat seizoen verhuurd aan Bolton Wanderers, waar Tuncay wel het vertrouwen kreeg en wekelijks aan de aftrap verscheen.